# Distretto di Santa Rita de Siguas
Il distretto di Santa Rita de Siguas è un distretto del Perù nella provincia di Arequipa (regione di Arequipa) con 4.456 abitanti al censimento 2007 dei quali 4.014 urbani e 442 rurali.
È stato istituito fin dall'indipendenzza del Perù.